# Nagybarca
Nagybarca è un comune dell'Ungheria di 991 abitanti (dati 2001) . È situato nella contea di Borsod-Abaúj-Zemplén.